# Schratzbach (Fluss)
Der Schratzbach ist ein linker Nebenfluss der Metnitz im Gemeindegebiet von Friesach. Er entspringt knapp 4 km südöstlich des Gipfels der Grebenzen, durchfließt auf gut 4 km Länge das Schratzbachtal in Nord-Süd-Richtung und nimmt dabei von rechts drei namenlose Zuflüsse auf, tritt östlich von St. Salvator ins Metnitztal aus und mündet einige hundert Meter weiter, bei Mayerhofen, in die Metnitz.
Der Name des Gewässers leitet sich aus dem Slowenischen ab und bedeutet so viel wie Elsterbach. Nach dem Bach ist die Ortschaft Schratzbach benannt. Im Schratzbach kommen Steinkrebse vor.